# Федеріко Магальянес
Херардо Федеріко Магальянес Гонсалес (ісп. Gerardo Federico Magallanes González, нар. 22 серпня 1976, Монтевідео, Уругвай) — колишній уругвайський футболіст, що грав на позиції нападника.
Виступав за національну збірну Уругваю.

## Клубна кар'єра
У дорослому футболі дебютував 1994 року виступами за команду клубу «Пеньяроль», в якій провів два сезони, взявши участь у 34 матчах чемпіонату. 
Згодом з 1996 по 2007 рік грав у складі команд клубів «Аталанта», «Реал Мадрид», «Расінг», «Дефенсор Спортінг», «Венеція», «Торіно», «Севілья», «Ейбар» та «Діжон».
Завершив ігрову кар'єру у клубі «Мерида», за команду якого виступав протягом 2008—2009 років.

## Виступи за збірну
1999 року дебютував в офіційних матчах у складі національної збірної Уругваю. Протягом кар'єри у національній команді, яка тривала п'ять років, провів у формі головної команди країни 26 матчів, забивши шість голів.
У складі збірної був учасником розіграшу Кубка Америки 1999 року в Парагваї, де разом з командою здобув «срібло», чемпіонату світу 2002 року в Японії та Південній Кореї.

## Титули і досягнення
- Срібний призер Кубка Америки: 1999